# This Time We Mean It
| Recensione              | Giudizio |
| ----------------------- | -------- |
| AllMusic                | [ 1 ]    |
| Dizionario del Pop-Rock | [ 2 ]    |

This Time We Mean It è il quinto album discografico della rock band statunitense REO Speedwagon, pubblicato dalla casa discografica Epic Records nell'agosto del  1975.

## Tracce
Lato A
1. Reelin' – 4:30 (Mike Murphy)
2. Headed for a Fall – 3:06 (Gary Richrath)
3. River of Life – 4:19 (Mike Murphy)
4. Out of Control – 2:51 (Don Henley, Glenn Frey, Tom Nixon)
5. You Better Realize – 3:46 (Mike Murphy)

Lato B
1. Gambler – 3:35 (Gary Richrath)
2. Candalera – 3:02 (Gary Richrath)
3. Lies – 4:33 (Mike Murphy)
4. Dance – 4:08 (Gary Richrath)
5. Dream Weaver – 5:08 (Gary Richrath)

## Musicisti
Reelin'
- Mike Murphy - pianoforte, voce
- Gary Richrath - chitarre
- Neal Doughty - organo
- Gregg Philbin - basso
- Alan Gratzer - batteria, accompagnamento vocale-coro

Headed for a Fall
- Mike Murphy - chitarra, voce
- Gary Richrath - chitarra solista
- Neal Doughty - pianoforte
- Gregg Philbin - basso
- Alan Gratzer - batteria

River of Life
- Mike Murphy - chitarra solista, voce
- Gary Richrath - chitarra
- Neal Doughty - pianoforte
- Gregg Philbin - basso
- Alan Gratzer - batteria

Out of Control
- Mike Murphy - chitarra, voce
- Gary Richrath - chitarra solista, accompagnamento vocale-coro
- Neal Doughty - pianoforte
- Gregg Philbin - basso
- Alan Gratzer - batteria, accompagnamento vocale-coro

You Better Realize
- Mike Murphy - pianoforte, clavinet, voce
- Neal Doughty - organo
- Gary Richrath - chitarre
- Gregg Philbin - basso
- Alan Gratzer - batteria, percussioni

Gambler
- Gary Richrath - chitarra
- Mike Murphy - chitarra, voce
- Neal Doughty - pianoforte
- Gregg Philbin - basso
- Alan Gratzer - batteria, accompagnamento vocale-coro

Candalera
- Gary Richrath - chitarre
- Mike Murphy - voce
- Neal Doughty - pianoforte
- Gregg Philbin - basso
- Alan Gratzer - batteria, accompagnamento vocale-coro

Lies
- Gary Richrath - chitarra solista
- Mike Murphy - chitarra solista, voce
- Neal Doughty - organo
- Gregg Philbin - basso
- Alan Gratzer - batteria, percussioni

Dance
- Gary Richrath - chitarra solista, voce
- Mike Murphy - organo, accompagnamento vocale-coro
- Neal Doughty - pianoforte
- Gregg Philbin - basso
- Alan Gratzer - batteria

Dream Weaver
- Gary Richrath - chitarre
- Mike Murphy - pianoforte, voce
- Neal Doughty - organo
- Gregg Philbin - basso
- Alan Gratzer - batteria

Note aggiuntive
- Allan Blazek - produttore (A Pandora Production, Ltd.)
- Bill Szymczyk - produttore esecutivo
- Registrazioni effettuate al Criteria Recording Studios di Miami, Florida (Stati Uniti)
- Allan Blazek - ingegnere delle registrazioni e del mixaggio
- Alex Sadkin - assistente ingegnere delle registrazioni (al Criteria Recording Studios)
- Mixaggio effettuato al The Record Plant di Los Angeles, California (Stati Uniti)
- Don Wood - assistente ingegnere del mixaggio (al The Record Plant)
- Joe Garnett - illustrazione copertina album
- Jimmy Wachtel - design album
- Amanda Flick - collage e assistenza
- Henry Diltz - fotografia retrocopertina album[5]